# Giải vô địch bóng đá nữ Đông Nam Á 2018
Giải vô địch bóng đá nữ Đông Nam Á 2018 là giải vô địch bóng đá nữ Đông Nam Á lần thứ 9 được Liên đoàn bóng đá Đông Nam Á (AFF) tổ chức. Giải đấu được tổ chức tại Palembang, Indonesia từ ngày 30 tháng 6 tới 13 tháng 7 năm 2018.

## Vòng bảng
Giờ địa phương là IWT (UTC+07:00)

### Bảng A
| VT | Đội            | ST | T | H | B | BT | BB | HS  | Đ  | Giành quyền tham dự     |
| -- | -------------- | -- | - | - | - | -- | -- | --- | -- | ----------------------- |
| 1  | Thái Lan (A)   | 4  | 4 | 0 | 0 | 31 | 2  | +29 | 12 | Vòng đấu loại trực tiếp |
| 2  | U-20 Úc (A)    | 4  | 3 | 0 | 1 | 30 | 4  | +26 | 9  | Vòng đấu loại trực tiếp |
| 3  | Malaysia (E)   | 4  | 2 | 0 | 2 | 8  | 15 | −7  | 6  |                         |
| 4  | Campuchia (E)  | 4  | 1 | 0 | 3 | 12 | 27 | −15 | 3  |                         |
| 5  | Đông Timor (E) | 4  | 0 | 0 | 4 | 0  | 33 | −33 | 0  |                         |

| Malaysia | 0–7      | Úc                                                              |
| -------- | -------- | --------------------------------------------------------------- |
|          | Chi tiết | - Chidiac 1', 49', 72' - Fowler 4', 59' - Condon 6' - Sayer 87' |

| Campuchia                                                                                                | 12–0     | Đông Timor |
| --- | -------- | ---------- |
| - Koemhong 11', 21', 28', 40', 58', 65' - Cheavey 14', 39', 35' - Kunthea 61' - Minea 63' - Sreyleab 70' | Chi tiết |            |

| Đông Timor | 0–8      | Thái Lan                                                                                      |
| ---------- | -------- | --------------------------------------------------------------------------------------------- |
|            | Chi tiết | - Conceição 7' (l.n.) - Kanjana 16' (ph.đ.) - Rattikan 18', 51' - Pitsamai 49', 57', 71', 80' |

| Campuchia | 0–4      | Malaysia                                          |
| --------- | -------- | ------------------------------------------------- |
|           | Chi tiết | - Norhanisa 5' - Norsuriani 58', 77' - Mosroh 79' |

| Thái Lan | 11–0     | Campuchia |
| --- | -------- | --------- |
| - Suchawadee 5', 8', 52', 72' - Silawan 12' - Sudarat 27' - Rattikan 33', 81' - Pitsamai 38' - Nipawan 59' - Alisa 75' | Chi tiết |           |

| Úc | 9–0      | Đông Timor |
| --- | -------- | ---------- |
| - Vine 11', 18' - Tumeth 37' - Sayer 55', 65' - Cooney-Cross 59' - Phonsongkham 72' - Lowe 79' - Fowler 86' | Chi tiết |            |

| Úc | 12–0     | Campuchia |
| --- | -------- | --------- |
| - Fowler 10', 12', 18', 25', 31' - Gordon 13' - McNamara 29' - Barbieri 44', 57', 87' - Ibini 69' - Chidiac 90' | Chi tiết |           |

| Malaysia | 0–8      | Thái Lan                                                                                   |
| -------- | -------- | ------------------------------------------------------------------------------------------ |
|          | Chi tiết | - Sudarat 4', 71' - Kanjana 15' - Srimanee 32', 47' - Suchawadee 36' - Pitsamai 75', 90+3' |

| Đông Timor | 0–4 | Malaysia |
| ---------- | --- | -------- |
|            |     |          |

| Thái Lan | 4–2 | Úc |
| -------- | --- | -- |
|          |     |    |

### Bảng B
| VT | Đội              | ST | T | H | B | BT | BB | HS  | Đ | Giành quyền tham dự     |
| -- | ---------------- | -- | - | - | - | -- | -- | --- | - | ----------------------- |
| 1  | Việt Nam (A)     | 3  | 3 | 0 | 0 | 21 | 0  | +21 | 9 | Vòng đấu loại trực tiếp |
| 2  | Myanmar (A)      | 3  | 3 | 0 | 0 | 17 | 1  | +16 | 9 | Vòng đấu loại trực tiếp |
| 3  | Philippines (E)  | 3  | 1 | 0 | 2 | 3  | 9  | −6  | 3 |                         |
| 4  | Indonesia (H, E) | 3  | 0 | 1 | 2 | 1  | 12 | −11 | 1 |                         |
| 5  | Singapore (E)    | 4  | 0 | 1 | 3 | 0  | 20 | −20 | 1 |                         |

| Philippines | 0–4      | Myanmar                                                                          |
| ----------- | -------- | -------------------------------------------------------------------------------- |
|             | Chi tiết | - Naw Ar Lo Wer Phaw 2' - Khin Moe Wai 23' - Win Theingi Tun 49' - July Kyaw 59' |

| Singapore | 0–0      | Indonesia |
| --------- | -------- | --------- |
|           | Chi tiết |           |

| Indonesia | 0–6      | Việt Nam |
| --------- | -------- | --- |
|           | Chi tiết | - Huỳnh Như 2', 52' - Nguyễn Thị Vạn 28' - Phạm Hải Yến 41' - Thái Thị Thảo 48' - Nguyễn Thị Tuyết Dung 63' |

| Singapore | 0–3      | Philippines                                     |
| --------- | -------- | ----------------------------------------------- |
|           | Chi tiết | - Semacio 5' - Umairah 60' (l.n.) - Quezada 77' |

| Việt Nam | 10–0     | Singapore |
| --- | -------- | --------- |
| - Nguyễn Thị Thúy Hằng 12', 40', 70' - Hoàng Thị Loan 27' - Nguyễn Thị Tuyết Dung 31' (ph.đ.), 33' - Nguyễn Thị Vạn 54', 66', 78' - Phạm Hoàng Quỳnh 62' | Chi tiết |           |

| Myanmar                                                               | 6–1      | Indonesia                 |
| --------------------------------------------------------------------- | -------- | ------------------------- |
| - Win Theingi Tun 4', 12', 56', 65' - Thandar Moe 23' - July Kyaw 84' | Chi tiết | - Yudith Herlina Sada 66' |

| Myanmar | 7–0      | Singapore |
| --- | -------- | --------- |
| - Yee Yee Oo 11', 22' - Nilar Win 40' - Nilar Myint 54' - Noor Kusumawati Rosman 70' (l.n.) - July Kyaw 79' - Khin Mo Mo Tun 88' | Chi tiết |           |

| Philippines | 0–5      | Việt Nam                                                                            |
| ----------- | -------- | ----------------------------------------------------------------------------------- |
|             | Chi tiết | - Nguyễn Thị Vạn 2' - Huỳnh Như 12', 30' - Phạm Hoàng Quỳnh 41' - Thái Thị Thảo 78' |

| Indonesia | 3–3 | Philippines |
| --------- | --- | ----------- |
|           |     |             |

| Việt Nam | 4-3 | Myanmar |
| -------- | --- | ------- |
|          |     |         |

## Vòng đấu loại trực tiếp
|  | Bán kết                | Bán kết |                        |   | Chung kết | Chung kết |
|  |                        |         |                        |   |           |           |
|  | 11 tháng 7 – Palembang |         |                        |   |           |           |
|  |                        |         |                        |   |           |           |
|  | Thái Lan               | 3       |                        |   |           |           |
|  | Thái Lan               | 3       | 13 tháng 7 – Palembang |   |           |           |
|  | Myanmar                | 1       |                        |   |           |           |
|  | Myanmar                | 1       | Thái Lan               | 3 |           |           |
|  | 11 tháng 7 – Palembang |         | Thái Lan               | 3 |           |           |
|  |                        | U-20 Úc | 2                      |   |           |           |
|  | Việt Nam               | U-20 Úc | 2                      | 2 |           |           |
|  | Việt Nam               |         |                        | 2 |           |           |
|  | U-20 Úc                | 4       |                        |   |           |           |
|  | U-20 Úc                | 4       | Tranh hạng ba          |   |           |           |
|  |                        |         |                        |   |           |           |
|  | 13 tháng 7 – Palembang |         |                        |   |           |           |
|  |                        |         |                        |   |           |           |
|  | Myanmar                | 0       |                        |   |           |           |
|  | Myanmar                | 0       |                        |   |           |           |
|  | Việt Nam               | 3       |                        |   |           |           |

### Bán kết
| Thái Lan                                  | 3–1      | Myanmar          |
| ----------------------------------------- | -------- | ---------------- |
| Kanjana 35' · Pitsamai 52' · Rattikan 63' | Chi tiết | Khin Moe Wai 24' |

| Việt Nam            | 2–4      | Australia U20                                   |
| ------------------- | -------- | ----------------------------------------------- |
| Tuyết Dung 17', 90' | Chi tiết | Chidiac 18', 76' · Nevin 35' · Cooney-Cross 65' |

### Tranh hạng ba
| Myanmar | 0–3      | Việt Nam                           |
| ------- | -------- | ---------------------------------- |
|         | Chi tiết | Tuyết Dung 10' · Vân 69' · Yến 70' |

### Chung kết
| Thái Lan                                    | 3–2      | Australia U20   |
| ------------------------------------------- | -------- | --------------- |
| Suchawadee 59' · Orathai 70' · Rattikan 73' | Chi tiết | Fowler 26', 58' |

## Cầu thủ ghi bàn
10 bàn
- Mary Fowler

8 bàn
- Pitsamai Sornsai

7 bàn
- Win Theingi Tun
- Alex Chidiac

6 bàn
- Hout Koemhong
- Suchawadee Nildhamrong
- Kanjana Sungngoen
- Rattikan Thongsombut
- Nguyễn Thị Tuyết Dung
- Nguyễn Thị Vạn
- Huỳnh Như

4 bàn
- Phạm Hải Yến

3 bàn
- Ban Cheavey
- Norsuriani Mazli
- Khin Moe Wai
- July Kyaw
- Sudarat Chuchuen
- Orathai Srimanee
- MelindaJ Barbieri
- Kyra Cooney-Cross
- Amy Sayer
- Nguyễn Thị Thúy Hằng

2 bàn
- Nilar Win
- Yee Yee Oo
- Silawan Intamee
- Alisa Rukpinji
- Joyce Semacio
- Phan Hoàng Quỳnh
- Thái Thị Thảo
- Cortnee Vine

1 bàn
- Poeum Kunthea
- Norn Minea
- Chay Sreyleab
- Yudith Herlina
- Mayang Mayang
- Syenida Meryfandina
- Zahra Musdalifah
- Haindee Mosroh
- Jaciah Jumilis
- Norhanisa Yahya
- Sihaya Ajad
- Usliza Usman
- Khin Mar Lar Tun
- Khin Mo Mo Tun
- Naw Ar Lo Wer Phaw
- Thandar Moe
- Kyla Inquig
- Eva Madarang
- Quinley Quezada
- Nipawan Ponyosuk
- Emily Condon
- Bethany Gordon
- Princess Ibini
- Rachel Lowe
- Holly McNamara
- Courtney Nevin
- Susan Phonsongkham
- Tori Tumeth
- Hoàng Thị Loan

1 bàn phản lưới
- Maria Da Conceição (gặp Thái Lan)
- Nur Umairah (gặp Philippines)